# 暗黑女子
暗黑女子（英語：The Dark Maidens），是一部2017年日本的懸疑惊悚片，耶雲哉治執導，女演員清水富美加、飯豐萬理江領銜主演，配角有清野菜名、玉城蒂娜、平祐奈、小島梨里杏、千葉雄大等。根据秋吉理香子寫的同名小说改编而成。
天主教高中「聖母瑪利亞女子高等學院」（聖母女高）文學社社長白石逸美（飯豐萬理江飾）尋短後，副社長澄川小百合（清水富美加飾）召集了一次社團活動，孰料卻演變成社員的批鬥大會，每個人都指控社中一位社員是逼死白石逸美的元兇，使一樁自殺案變成《竹藪中》似的各說各話懸案，真相到底是如何呢？

## 主要角色
- 澄川小百合（清水富美加飾）
- 白石逸美（飯豐萬理江飾）
- 二谷美禮（平祐奈飾）
- 小南彩音（小島梨里杏飾）
- 高岡志夜（清野菜名飾）
- 狄安娜（玉城蒂娜飾）
- 北條老師（千葉雄大飾）
- 白石醫師（升毅飾）

## 劇情
聖母女高，是鎮上著名的名媛學校，學校經營者白石醫師是白石醫院的院長，也是虔誠的天主教信徒，也是這一所教會學校的經營者。當他的愛女白石逸美緊握一束鈴蘭花在校園中跳樓輕生後，引爆了校園熱議。
白石逸美高挑美艷，在校內領導唱詩班，又擔任主日學事務，是校內學生的偶像，白石逸美是「文學社」的社長，其他社員有副社長澄川小百合等五人，皆是由白石逸美從全校學生中欽點，她們有著自己的屋舍，稱作「沙龍」，還請英俊的北條老師來當社團指導老師，但文藝少女們除了文學之外，不停開黃腔，讓羞澀的北條招架不住，常常藉故早退。
白石逸美自殺後，文學社開了本學期最後一次的「暗鍋朗讀會」。所謂「暗鍋朗讀」就是在黑暗中喫火鍋，一面朗讀自己的小說。「暗鍋」不僅是「黑暗中食用火鍋」，也是指「不知道有甚麼火鍋料」的意思，其實鍋中的食材為各個社員所準備，除了負責煮火鍋的澄川小百合之外，其他人都不知道別人帶了甚麼，以前甚至有人帶了草莓大福來惡作劇的情況。為了紀念已故的白石社長，澄川小百合決定讓她們以「白石逸美之死」為題，寫下一則極短篇，並於會中朗讀。
第一個朗讀的是二谷美禮，二谷美禮說她透過學霸成績破格錄取聖母女高，但因家貧無法負擔學費與生活費，只好去打工，孰料打工的事情被白石逸美發覺，白石逸美介紹二谷美禮擔任自己妹妹的家教老師，於是二谷美禮才停止打工，所以二谷美禮對白石逸美非常感激。而她認為真兇是高岡志夜，高岡志夜勾引了白石醫師並發生婚外情，白石醫師還送法國進口的鈴蘭香水給高岡志夜。爸爸與同學的不倫戀，讓白石逸美精神崩潰，白石醫師還把白石逸美強行捉到自家的醫院住院，最後白石逸美不堪痛苦才跳樓自殺，白石逸美手上的鈴蘭花，即是暗示高岡志夜所用之法國鈴蘭香水。
第二個朗讀的是小南彩音，小南彩音是高級料亭的千金小姐，雖然很會烹飪，家裏卻因重男輕女，把事業交給自己不會烹飪的哥哥繼承，小南彩音練習西餐，決定畢業後自力更生去開西餐廳。孰料料亭休假時，一把無名火，把家中賴以為生的料亭也燒掉了，在小南彩音疲憊無助的時候，白石逸美將文學社的廚房提供給小南彩音練習廚藝，所以小南彩音對白石逸美非常感激，而她認為真兇是二谷美禮，二谷美禮擔任白石逸美妹妹的家教老師，卻手腳不乾淨，常常順手牽羊，還把白石家祖傳的鈴蘭花造型髮夾偷走，白石逸美心中痛苦，才選擇跳樓自殺，白石逸美手上的鈴蘭花，即是暗示二谷美禮頭上的鈴蘭髮夾。
第三個朗讀的是狄安娜。狄安娜是保加利亞人，與白石逸美在幾年前認識。當時白石逸美在北條老師的監護下到保加利亞遊學，北條在當地事忙，自己去住飯店，幾乎都把白石逸美交給狄安娜照顧，狄安娜對白石逸美的美貌與溫柔歎服不已，想盡辦法負笈日本，白石家提供獎學金，但因名額只有一個而苦惱，又恰好孿生姐姐墜落石階而亡，於是狄安娜順利地進入聖母女高，所以狄安娜對白石逸美非常感激。而她認為真兇是小南彩音，她說白石逸美打算在畢業後，把文學社的「沙龍」捐給慈善機構，這讓小南彩音非常憤怒，因為文學社沙龍是自己精進廚藝的好地方，於是小南彩音多次地投毒，白石逸美每次吃了甜點就想嘔吐，即為鐵證，白石逸美不堪痛楚才厭世輕生。白石逸美手上的鈴蘭花，即是暗示小南彩音手上的鈴蘭狀的傷疤。
第四個朗讀的是高岡志夜，她以小說《君影草》獲得了日本許多文學獎，並暢銷全國，成為知名的才女作家，也成為了聖母女高的風雲人物，白石逸美非常喜歡自己的文筆，邀請她來到家中，一起翻譯成各國語言，要賣到全世界，白石醫師也非常喜歡自己，甚至要資助自己，所以狄安娜對白石逸美非常感激，而她認為真兇是狄安娜，狄安娜與白石逸美的關係則非常奧妙，白石逸美曾經答應狄安娜，只要她能在校園內種好鈴蘭花，就多獎助保加利亞的學子到日本留學，白石逸美食言後，狄安娜非常反感，狄安娜曾經拿出一個傀儡，對其胸腹下降頭邪術，從此白石逸美胸腹劇痛，常常暈厥，脖子上還有著不明的齒痕，疑似得了肺炎，住院休學，性情也大變，更是憎恨教堂、《聖經》、十字架，不久就自殺了。白石逸美手上的鈴蘭花，即是暗示狄安娜在校園中種的鈴蘭花。
澄川小百合在四人朗讀完以後，也拿出了一疊稿紙開始朗讀，說是「白石逸美的遺作」，四人頓時嚇得魂飛魄散……

## 外部連結
- 互联网电影数据库（IMDb）上《暗黑女子》的资料（英文）
- 開眼電影網上《暗黑女子 The Dark Maidens》的資料（繁體中文）
- 豆瓣电影上《暗黑女子》的資料 （简体中文）